# Jean Gilbert Nicomède Jaime
Pour les articles homonymes, voir Jaime.
Jean Gilbert Nicomède Jaime (Guatemala City, 15 septembre 1858 - La Rochelle, 29 mars 1935), est un explorateur et navigateur français.

## Biographie
Entré dans la marine en 1883, il prend part à une campagne au Tonkin. Il est fait enseigne le 17 mai 1885 puis Lieutenant de vaisseau le 25 août 1889. Promu chef de la flottille du Niger (1889), il a pour mission d’établir des relations amicales avec les populations situées entre Bamako et Tombouctou. Il est ainsi connu pour avoir effectué ce voyage, de Koulikoro à Tombouctou, à bord de la canonnière Mage en 1889-1890, qui donne son titre à l'ouvrage qu'il publie à son retour en 1892 chez Dentu. Après Korioumé, le port de Tombouctou qu'il atteint difficilement, il est contraint de faire demi-tour à cause du peu de profondeur des eaux. 
Il sert ensuite dans l'escadre du Nord (1892-1894) puis en Algérie et est nommé Officier breveté Torpilleur (1895) puis Officier breveté Canonnier (1897).
Officier d'ordonnance à l'État-Major particulier du Ministre de la Marine Édouard Lockroy (1898), il est Commandant d'un torpilleur à la station de Granville (1900) puis à la Défense mobile de Saint-Servan (1902).
Capitaine de frégate (24 février 1902), il est Second sur le cuirassé Charles-Martel de la division de réserve de l'Escadre de Méditerranée en 1903. Il commande ensuite l'aviso Kersaint dans la division navale du Pacifique (1906-1909).
Fait Capitaine de vaisseau le 19 septembre 1909, il commande le contre-torpilleur Dunois et est nommé Commandant supérieur des torpilleurs et sous-marins de Calais-Dunkerque (1911).
Il prend sa retraite en 1918.

## Distinction
- Chevalier de la Légion d'honneur (12 juillet 1894)
- Officier de la Légion d'Honneur (11 juillet 1909)